# Xanthonia
Xanthonia là một chi của bọ cánh cứng ăn lá được tìm thấy ở Đông Á và Nam Mỹ và Trung Mỹ.

## Các loài
Loài gồm có:
- Xanthonia angulata
- Xanthonia decemnotata
- Xanthonia dentata
- Xanthonia furcata
- Xanthonia glabra
- Xanthonia intermedia
- Xanthonia monticola
- Xanthonia pilosa
- Xanthonia pinicola
- Xanthonia serrata
- Xanthonia stevensi
- Xanthonia striata
- Xanthonia vagans
- Xanthonia villosula